# Loretta Young
Loretta Young, właśc. Gretchen Young (ur. 6 stycznia 1913 w Salt Lake City, zm. 12 sierpnia 2000 w Los Angeles) – amerykańska aktorka, laureatka Oscara w 1948 roku za rolę w filmie Córka farmera.
8 lutego 1960 otrzymała dwie własne gwiazdy w Alei Gwiazd w Los Angeles – jedną filmową przy 6104 Hollywood Blvd. i drugą telewizyjną przy 6141 Hollywood Blvd.

## Życiorys

### Wczesne lata
Gretchen Young (podczas bierzmowania nadała sobie imię Micheala) urodziła się w Salt Lake City w Utah w rodzinie katolickiej jako córka Gladys Royal (z domu Belzer) i Johna Earle’a Younga, audytora kolejowego. Jej rodzina była pochodzenia angielskiego. Miała dwie starsze siostry – Polly Ann i Betty Jane (która została aktorką Sally Blane) oraz młodszego brata Johna. Kiedy miała dwa lata, jej rodzice się rozstali, a kiedy miała trzy lata, jej matka przeniosła się z rodziną do Hollywood, gdzie ksiądz pomógł założyć pensjonat jako dochód. Young miała siostrę przyrodnią Georgianę, córkę jej matki i jej kolejnego męża George’a Belzera, która poślubiła aktora Ricarda Montalbána. 
W pobliżu mieszkał szwagier matki, Ernest Traxler, który był asystentem reżysera wytwórni The Famous Players-Lasky Corporation; przekonał Gladys, by pozwoliła swoim starszym córkom zostać statystami filmowymi. Kiedy Gretchen skończyła cztery lata zadebiutowała w roli wróżki w niemym filmie Roberta Z. Leonarda Pierścionek z pierwiosnka (The Primrose Ring, 1917) z Mae Murray. Jako aktorka dziecięca, z całej trójki, odniosła największy sukces. Uczyła się w Ramona Convent Secondary School. 

### Kariera
W wieku 14 lat dostała małą drugoplanową rolę w niemej komedii romantycznej Naughty but Nice (1927). Wkrótce podpisała kontrakt z mężem i menadżerem aktorki Colleen Moore, która dostrzegła potencjał młodej dziewczyny i nadała jej imię Loretta, wyjaśniając, że to imię jej ulubionej lalki. Powróciła na ekran w dramacie Laugh, Clown, Laugh (1928). W 1929 dołączyła do WAMPAS Baby Stars, specyficznej organizacji filmowej.
Podczas II wojny światowej wystąpiła m.in. w propagandowym dramacie wojennym Ladies Courageous (1944), gdzie wcielała się w Robertę Harper, członkinie Żeńskiego Pomocniczego Szwadronu Lotniczego. 
Po wojnie nastąpił renesans kariery aktorki. Za kreację Katrin Holstrom w komedii Córka farmera (1947) zdobyła Oscara dla najlepszej aktorki pierwszoplanowej. W komediodramacie fantasy Henry’ego Kostera Żona biskupa (1947), gdzie Young partnerowali Cary Grant i David Niven, wystąpiła jako żona protestanckiego biskupa Julia Brougham. Jako siostra Margaret w komediodramacie Przyjdź do stajni (1949) była nominowana do Oscara. W komedii To się dzieje w każdy czwartek (It Happens Every Thursday, 1953) została obsadzona w roli Jane MacAvoy, żony Johna Forsythe’a.
Od 2 września 1953 do 4 czerwca 1961 występowała w serialu telewizyjnym stacji NBC Letter to Loretta. W 1959 serial zdobył Złoty Glob dla najlepszego programu telewizyjnego. Young otrzymała trzy nagrody Emmy dla najlepszej aktorki w 1955, 1957 i 1959, a także zdobyła także nominacje do Emmy w 1954, 1956, 1958, 1960 i 1961. Serial przez osiem lat emitowany był w czasie prime time. 
Od 24 września 1962 do 18 marca 1963 wcielała się w postać Christine Massey, matki siedmiorga dzieci w serialu The New Loretta Young Show emitowanym w stacji CBS. Serial nie powtórzył sukcesu poprzednika i po roku zszedł z ramówki. Za rolę Amandy Kingsley w dramacie telewizyjnym NBC Niezwykła Wigilia (Christmas Eve, 1986) otrzymała Złoty Glob dla najlepszej aktorki w miniserialu lub filmie telewizyjnym. Jako redaktorka magazynu o modzie Grace Guthrie w dramacie telewizyjnym Dama w kącie (Lady in the Corner, 1989) była ponownie nominowana do Złotego Globu.

## Życie prywatne
26 stycznia 1930 w wieku 17 lat wyszła za mąż za 26–letniego aktora Granta Withersa. Jednak małżeństwo po niespełna roku 15 września 1931 zostało rozwiązane. 31 lipca 1940 poślubiła producenta Toma Lewisa, z którym miała dwóch synów: Petera Charlesa (ur. 15 lipca 1945; gitarzysta i wokalista Moby Grape) i Christophera Paula (ur. 1 sierpnia 1944, zm. 28 stycznia 2021). 20 sierpnia 1969 doszło do rozwodu. 10 sierpnia 1993 zawarła związek małżeński z kostiumografem Jeanem Louisem, który zmarł w 1997.

### Afera miłosna
W 1935 Young i Clark Gable byli romantycznymi bohaterami westernu Williama A. Wellmana Zew krwi (The Call of the Wild), a podczas pracy na planie mieli romans. Rozwiedziona Young miała wtedy 22 lata, a Gable – 34 lata i był żonaty z Marią „Ria” Langham. Podczas kręcenia Young zaszła w ciążę z Gable.
Young nie chciała zniszczyć swojej kariery ani Gable’a. Wiedziała, że jeśli Twentieth Century Pictures dowie się o ciąży, będą naciskać na nią, by dokonała aborcji; Young, gorliwa katoliczka, uważała aborcję za grzech śmiertelny. Young, jej siostry i matka wymyśliły plan ukrycia ciąży, a następnie przekazania dziecka jako adoptowanego. Kiedy ciąża Younga zaczęła się rozwijać, wyjechała na „wakacje” do Anglii. Po powrocie do Kalifornii udzieliła wywiadu ze swojego łóżka, przykryta kocami; stwierdziła wówczas, że jej długa nieobecność w filmie była spowodowana chorobą, na którą cierpiała od dzieciństwa. Young urodziła córkę Judith 6 listopada 1935 w Venice. Young nazwała Judith imieniem św. Judy, ponieważ był patronem (między innymi) trudnych sytuacji.
Przez wiele lat Young utrzymywała, że córka – scenarzystka Judy Lewis została adoptowana, o czym przekonana była również sama dziewczynka. Sam Gable ani późniejszy mąż Loretty, Tom Lewis, który uznał dziecko, nie byli świadomi prawdy.

### Śmierć
Zmarła 21 sierpnia 2000 w domu swojej siostry przyrodniej Georgiany w wieku 87 lat. Powodem śmierci był rak jajnika. Została pochowana na Holy Cross Cemetery w Culver City, w stanie Kalifornia.

## Filmografia
Filmy fabularne

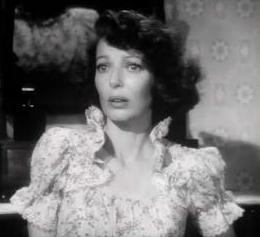
Loretta Young w filmie Powód do paniki.

- 1917: Sirens of the Sea jako dziecko
- 1917: The Primrose Ring jako wróżka (niewymieniona w czołówce)
- 1919: The Only Way jako dziecko na operacyjnym stole
- 1921: White and Unmarried jako Dziecko (niewymieniona w czołówce)
- 1921: Szejk (The Sheik) jako arabskie dziecko (niewymieniona w czołówce)
- 1927: Her Wild Oat jako Epizod (niewymieniona w czołówce)
- 1927: Naughty But Nice jako Epizod (niewymieniona w czołówce)
- 1928: The Whip Woman jako dziewczyna
- 1928: The Magnificent Flirt jako Denise Laverne
- 1928: Laugh, Clown, Laugh jako Simonetta
- 1928: Scarlet Seas jako Margaret Barbour
- 1928: The Head Man jako Carol Watts
- 1929: Fast Life jako Patricia Mason Stratton
- 1929: The Careless Age jako Muriel
- 1929: The Forward Pass jako Patricia Carlyle
- 1929: Seven Footprints to Satan jako jedna z ofiar szatana (niewymieniona w czołówce)
- 1929: The Girl in the Glass Cage jako Gladys Cosgrove
- 1929: The Squall jako Irma
- 1929: The Show of Shows jako numer 'Spotkanie z moją siostrą'
- 1930: Loose Ankles jako Ann Harper Berry
- 1930: The Man from Blankley's jako Margery Seaton
- 1930: War Nurse jako pielęgniarka (niewymieniona w czołówce)
- 1930: The Truth About Youth jako Phyllis Ericson
- 1930: Road to Paradise jako Mary Brennan / Margaret Waring
- 1930: The Devil to Pay! jako Dorothy Hope
- 1930: The Second Floor Mystery jako Marion Ferguson
- 1930: Kismet jako Marsinah
- 1931: How I Play Golf, by Bobby Jones No. 8: 'The Brassie'  jako Loretta (niewymieniona w czołówce)
- 1931: Beau Ideal jako Isobel Brandon
- 1931: Too Young to Marry jako Elaine Bumpstead
- 1931: I Like Your Nerve jako Diane Forsythe
- 1931: Big Business Girl jako Claire 'Mac' McIntyre
- 1931: Three Girls Lost jako Noreen McMann
- 1931: The Right of Way jako Rosalie Evantural
- 1931: Platynowa blondynka (Platinum Blonde) jako Gallagher
- 1931: The Ruling Voice jako Gloria Bannister
- 1932: Taxi! jako Sue Riley Nolan
- 1932: Play-Girl jako Buster 'Bus' Green Dennis
- 1932: Life Begins jako Grace Sutton
- 1932: Week-end Marriage jako Lola Davis
- 1932: They Call It Sin jako Marion Cullen
- 1932: The Hatchet Man jako Sun Toya San
- 1933: Employees' Entrance jako Madeleine Walters West
- 1933: The Life of Jimmy Dolan jako Peggy
- 1933: Heroes for Sale jako Ruth Loring Holmes
- 1933: The Devil's in Love jako Margot Lesesne
- 1933: Grand Slam jako Marcia Stanislavsky
- 1933: She Had to Say Yes jako Florence 'Flo' Denny
- 1933: Midnight Mary jako Mary Martin
- 1933: Jak w siódmym niebie (Man's Castle) jako Trina
- 1933: Zoo in Budapest jako Eve
- 1934: Born to Be Bad jako Letty Strong
- 1934: Biały pochód (The White Parade) jako June Arden
- 1934: Karawana (Caravane) jako hrabina Wilma
- 1934: Dom Rotszyldów (The House of Rothschild) jako Julie Rothschild
- 1934: Bulldog Drummond Strikes Back jako Lola Field
- 1935: Wyprawy krzyżowe (The Crusades) jako Berengaria, księżniczka Navarry
- 1935: Szanghaj (Shanghai) jako Barbara Howard
- 1935: Zew krwi (The Call of the Wild) jako Claire Blake
- 1935: Clive z Indii (Clive of India) jako Margaret Maskelyne Clive
- 1936: Ramona jako Ramona
- 1936: Zakochane kobiety (Ladies in Love) jako Susie Schmidt
- 1936: The Unguarded Hour jako Lady Helen Dudley Dearden
- 1936: Private Number jako Ellen Neal
- 1937: Dwaj mężowie pani Vicky (Second Honeymoon) jako Vicky Benton
- 1937: Cafe Metropole jako Laura Ridgeway
- 1937: Niewinnie się zaczęło (Love Is News) jako Toni Gateson
- 1937: Love Under Fire jako Myra Cooper
- 1937: Wife, Doctor and Nurse jako Ina Heath Lewis
- 1938: Kentucky jako Sally Goodwin
- 1938: Suez jako Hrabina Eugenie de Montijo
- 1938: Four Men and a Prayer jako Panna Lynn Cherrington
- 1938: Three Blind Mice jako Pamela Charters
- 1939: Wife, Husband and Friend jako Doris Borland
- 1939: Historia Alexsandra Grahama Bella (The Story of Alexander Graham Bell) jako Mabel Hubbard Bell
- 1939: Na zawsze twój (Eternally Yours) jako Anita
- 1940: The Doctor Takes a Wife jako June Cameron
- 1940: He Stayed for Breakfast jako Marianna Duval
- 1941: The Lady from Cheyenne jako Annie Morgan
- 1941: The Men in Her Life jako Lina Varsavina
- 1941: Bedtime Story jako Jane Drake
- 1943: Chiny (China) jako Carolyn Grant
- 1943: Pamiętna noc (A Night To Remember) jako Nancy Troy
- 1944: And Now Tomorrow jako Emily Blair
- 1944: Ladies Courageous jako Roberta Harper
- 1945: Wtedy zjawił się Jones (Along Came Jones) jako Cherry de Longpre
- 1946: Intruz jako Mary
- 1947: Żona biskupa (The Bishop's Wife) jako Julia Brougham
- 1947: Córka farmera (The Farmer's Daughter) jako Katrin Holstrom
- 1947: The Perfect Marriage jako Maggie Williams
- 1948: Rachel and the Stranger jako Rachel Harvey
- 1949: Mother Is a Freshman jako Abigail Fortitude Abbott
- 1949: Przyjdź do stajni jako Siostra Margaret
- 1949: Oskarżona (The Accused) jako Wilma Tuttle
- 1950: Key to the City jako Clarissa Standish
- 1951: Powód do paniki (Cause for Alarm!) jako Ellen Jones (Brown) / narrator
- 1951: Half Angel jako Nora Gilpin
- 1952: Because of You jako Christine Carroll
- 1952: Paula jako Paula Rogers
- 1953: It Happens Every Thursday jako Jane MacAvoy
- 1986: Niezwykła Wigilia (Christmas Eve) jako Amanda Kingsley
- 1989: Lady in the Corner jako Grace Guthrie
- 1994: Life Along the Mississippi jako Narrator (głos)

Seriale telewizyjne
- 1953-1961: Letter to Loretta jako Różne role
- 1962-1963: The New Loretta Young Show jako Christine Masse

## Nagrody
| Rok  | Nagroda                   | Kategoria                                               | Tytuł                    |
| ---- | ------------------------- | ------------------------------------------------------- | ------------------------ |
| 1948 | Nagroda Akademii Filmowej | Najlepsza aktorka pierwszoplanowa                       | Córka farmera (1947)     |
| 1955 | Nagroda Emmy              | Najlepsza aktorka w serialu dramatycznym                | Letter to Loretta        |
| 1957 | Nagroda Emmy              | Najlepsza aktorka w serialu dramatycznym                | Letter to Loretta        |
| 1959 | Nagroda Emmy              | Najlepsza aktorka w serialu dramatycznym                | Letter to Loretta        |
| 1959 | Złoty Glob                | Najlepszy program telewizyjny                           | Letter to Loretta        |
| 1987 | Złoty Glob                | Najlepsza aktorka w miniserialu lub filmie telewizyjnym | Niezwykła Wigilia (1986) |